# Melobesia tenuis
Melobesia mediocris Decaisne, 1842  é o nome botânico  de uma espécie de algas vermelhas  pluricelulares do gênero Melobesia, subfamília Melobesioideae.
- São algas marinhas encontradas no Havaí.

## Sinonímia
- Não apresenta sinônimos.